# Výbušnina s kombinovaným účinkem
Výbušnina s kombinovaným účinkem je výbušninou s kombinací termobarického účinku a klasického tříštivého účinku. V praxi se jedná o směs oktogenu, 15 % jemného práškového hliníku mezi 5 až 30 mikrony a 5-9 % vhodně vybraného inertního pojiva. Vlivem vysoké objemové hustoty oktogenu je v náloži dosaženého takového tlaku, že dojde ke kompletní a rapidní destrukci oxidu hlinitého na povrchu částeček hliníku a jejich deformaci. Rapidní obnažení hliníku vede k jeho celkovému spálení během doby kratší než je jedna milisekunda, tedy pod 7 expanzí objemu výbušné náplně. Klasické termobarické výbušniny nejsou schopny hliníkové částice dostatečně deformovat a tak vyhoření hliníku trvá jednotky až desítky milisekund - a tento se nepodílí na tříštivotrhavém účinku.
Provedeme srovnání: 
Klasická termobarická výbušnina DPX-5 roztrhá obal podobně jako TNT (2/3 výkonu oktogenu) a přitom vyvine tlakovou vlnu asi o čtvrtinu až polovinu silnější než čistý oktogen.
Klasický oktogenový brizant jako je EDC-29 roztrhá obal jako oktogenový brizant a vyvine tlakovou vlnu o 5 - 10 % nižší než čistý oktogen (vliv pojiva)
Výbušnina s kombinovaným účinkem (třeba PAX-30) roztrhá obal jako oktogenový brizant a vyvine tlakovou vlnu o 10 - 25 % silnější než dovede  oktogen.
Výbušniny s kombinovaným účinkem se tedy hodí do univerzálních hlavic, kde je důraz jak na fragmentaci (typicky likvidace živé síly mimo budovy), tak i na tlakovou vlnu (roztržení budovy explozí hlavice rakety uvnitř pokoje). Jde o jakýsi kompromis s výhodou.